# Dealurile Târnavelor și Valea Nirajului
Dealurile Târnavelor și Valea Nirajului este o arie protejată (arie de protecție specială avifaunistică — SPA) din România întinsă pe o suprafață de 86.153 ha, integral pe uscat.

## Localizare
Situl se întinde pe teritoriile administrative ale orașelor Miercurea Nirajului, Sângeorgiu de Pădure și Sovata, pe cel al municipiului Sighișoara; și pe cele ale comunelor Atid, Corund, Praid și Săcel din județul Harghita; și pe cele ale comunelor Acățari, Albești, Bălăușeri, Beica de Jos, Bereni, Chibed, Chiheru de Jos, Coroisânmărtin, Daneș, Eremitu, Ernei, Fântânele, Gălești, Gheorghe Doja, Ghindari, Gornești, Hodoșa, Măgherani, Nadeș, Neaua, Păsăreni, Sărățeni, Suplac, Vărgata și Vețca din județul Mureș. Centrul sitului Dealurile Târnavelor și Valea Nirajului este situat la coordonatele 46°28′59″N 24°50′16″E / 46.483147°N 24.837811°E.

## Înființare
Arealul Dealurile Târnavelor și Valea Nirajului (ROSPA0028) a fost declarat arie de protecție specială avifaunistică în octombrie 2007 pentru a proteja 55 de specii de animale. Situl se suprapune ariilor naturale: Dealul Firtuș și Arboretul de Chamaecyparis lawsoniana Sângeorgiu de Pădure

## Biodiversitate
Situată în ecoregiunile alpină și continentală, aria protejată nu include niciun habitat protejat.
La baza desemnării sitului se află mai multe specii protejate de  păsări (55): uliu porumbar (Accipiter gentilis), uliu păsărar (Accipiter nisus), pescăruș albastru (Alcedo atthis), rață mare (Anas platyrhynchos), fâsă-de-câmp (Anthus campestris), fâsă de luncă (Anthus pratensis), acvilă de munte (Aquila chrysaetos), acvilă țipătoare mică (Aquila pomarina), ciuf de câmp (Asio flammeus), ciuf-de-pădure (Asio otus), Bombycilla garrulus, cocoșul de mesteacăn (Bonasa bonasia), buha (Bubo bubo), șorecarul comun (Buteo buteo), șorecar încălțat (Buteo lagopus), șorecar mare (Buteo rufinus), caprimulg (Caprimulgus europaeus), chirighiță-cu-obraz-alb (Chlidonias hybridus), barză albă (Ciconia ciconia), barză neagră (Ciconia nigra), șerpar (Circaetus gallicus), erete de stuf (Circus aeruginosus), erete vânăt (Circus cyaneus), erete cenușiu (Circus pygargus), porumbel de scorbură (Columba oenas), cristeiul de câmp (Crex crex), ciocănitoare cu spate alb (Dendrocopos leucotos), ciocănitoarea de stejar (Dendrocopos medius), ciocănitoare de grădină (Dendrocopos syriacus), ciocănitoare neagră (Dryocopus martius), egretă albă (Egretta alba), presură de grădină (Emberiza hortulana), șoim de iarnă (Falco columbarius), șoim călător (Falco peregrinus), șoimul rândunelelor (Falco subbuteo), vânturel roșu (Falco tinnunculus), muscar-gulerat (Ficedula albicollis), muscar (Ficedula parva), acvilă pitică (Hieraaetus pennatus), stârc pitic (Ixobrychus minutus), capîntortură (Jynx torquilla), sfrâncioc roșiatic (Lanius collurio), sfrâncioc mare (Lanius excubitor), sfrânciocul cu frunte neagră (Lanius minor), ciocârlie de pădure (Lullula arborea), prigoare (Merops apiaster), stârc de noapte (Nycticorax nycticorax), potârniche (Perdix perdix), viespar (Pernis apivorus), bătăuș (Philomachus pugnax), ciocănitoare verzuie (Picus canus), huhurezul mic (Strix uralensis), silvie porumbacă (Sylvia nisoria), fluierar de mlaștină (Tringa glareola), pupăză (Upupa epops).
Pe lângă speciile protejate, pe teritoriul sitului au mai fost identificate 38 de specii de plante.